# Stylidium rhynchocarpum
Stylidium rhynchocarpum este o specie de plante dicotiledonate din genul Stylidium, familia Stylidiaceae, ordinul Asterales, descrisă de Otto Wilhelm Sonder. Conform Catalogue of Life specia Stylidium rhynchocarpum nu are subspecii cunoscute.